# 岩崎裕文
岩崎 裕文（いわさき ひろふみ、1972年 - ）は、日本の実業家、株式会社マミーマート代表取締役社長。

## 人物・経歴
1972年、埼玉県生まれ。1994年3月立教大学経済学部卒業。1996年サンフランシスコ大学MBA。1998年10月株式会社マミーマート入社。1998年12月取締役、2002年4月常務取締役経営企画室長、2006年12月代表取締役副社長業務統括本部長。2008年12月代表取締役社長。

## テレビ番組
- 日経スペシャル カンブリア宮殿 料理好きが通いたくなる 大躍進！地方スーパーの逆襲（2023年1月26日、テレビ東京）- マミーマート 社長として出演[5]。